# Rafaela (Chilczuk)
Rafaela, imię świeckie Lubow Chilczuk (ur. 13 maja 1953 w Kohylnie, zm. 4 listopada 2021) – ukraińska mniszka prawosławna, przełożona stauropigialnego monasteru Trójcy Świętej w Korcu.

## Życiorys
Była jedyną córką duchownego prawosławnego, służącego w eparchii wołyńskiej. Uzyskała wykształcenie podstawowe (osiem klas). W wieku siedemnastu lat postanowiła wstąpić do monasteru Trójcy Świętej w Korcu, jednak nie uzyskała zgody na rozpoczęcie nowicjatu, gdyż władze radzieckie nie zgadzały się na meldowanie w klasztorze nowych osób. Rok później ponownie ubiegała się o przyjęcie do monasteru. Ihumenia Natalia skierowała ją wówczas do służby u biskupa wołyńskiego i rówieńskiego Damiana, gdzie przyszła przełożona klasztoru koreckiego pozostawała do 1975. Trzy lata później została mniszką riasoforną, składając śluby w riasofor przed biskupem sierpuchowskim Ireneuszem.
W latach 1980–1983 studiowała na Leningradzkiej Akademii Duchownej, uzyskując kwalifikacje regentki chóru cerkiewnego. Po ukończeniu studiów wróciła do monasteru i objęła obowiązki jego sekretarki, zaś w 1990 została także wykładowcą w szkole regenckiej otwartej przy klasztorze. w 1991 złożyła wieczyste śluby mnisze przed arcybiskupem Ireneuszem.
W 2006 przejęła, zgodnie z wolą ihumeni Natalii, obowiązki przełożonej monasteru w Korcu. Była członkinią kolegium przy synodalnym wydziale ds. monasterów i monastycyzmu Patriarchatu Moskiewskiego.
Zmarła w 2021 r. Pochowana na terenie monasteru w Korcu; uroczystości pogrzebowej przewodniczył metropolita kaszyrski Teognost.